# Elías Jaua

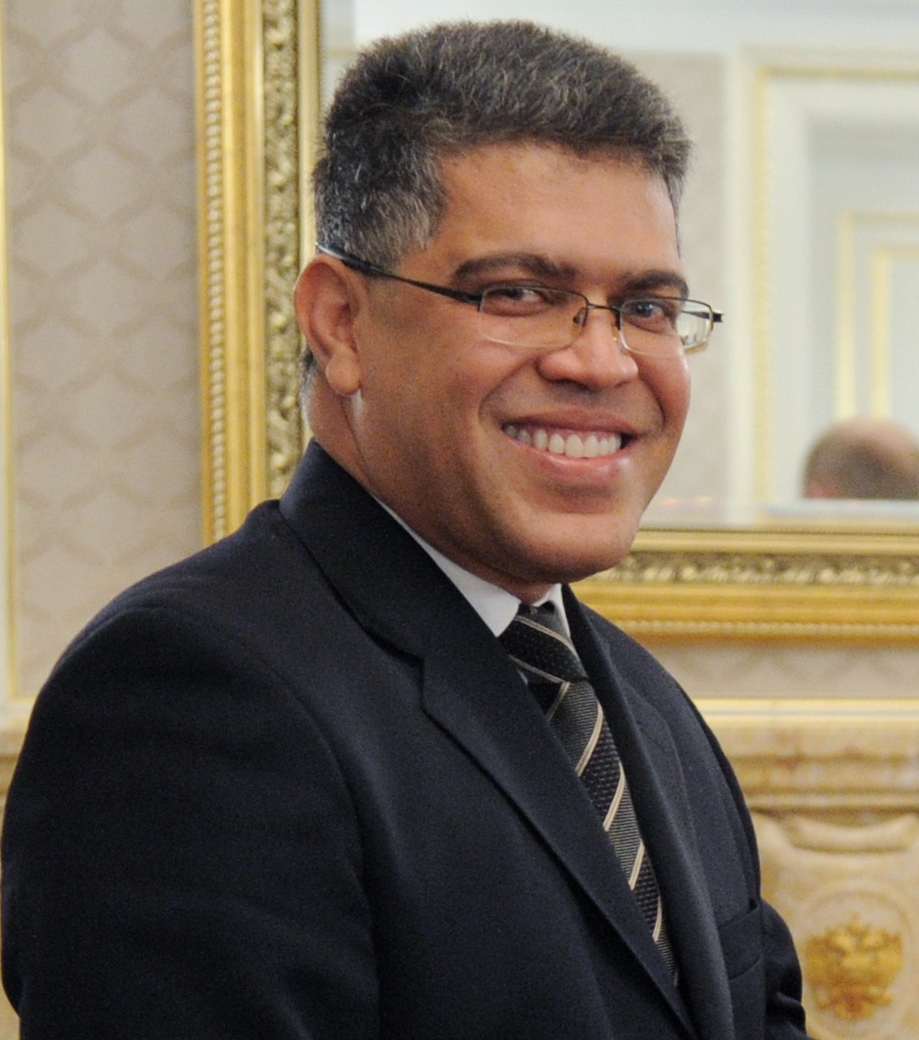
Elías José Jaua Milano (2011)

Elías José Jaua Milano (* 1969 in Caucagua, Miranda) ist ein venezolanischer Politiker. Er war von 2010 bis 2012 Vizepräsident Venezuelas unter Hugo Chávez und wurde am 16. Januar 2013 von ihm zum Außenminister ernannt.

## Leben
Jaua, Absolvent der Universidad Central de Venezuela und später Soziologiedozent, war seit 2000 in verschiedenen Positionen der Regierung Chávez tätig, unter anderem als Minister für Volkswirtschaft und als Minister für Landwirtschaft und Land (Agricultura y Tierras). Er wurde Anfang Januar 2010 zum Vizepräsidenten des Ministerrates für den wirtschaftlich-produzierenden Sektor ernannt. Als Vizepräsident Ramón Carrizales am 25. Januar 2010 zurücktrat, ernannte Chávez Jaua zu Carrizales Nachfolger.
Am 11. Oktober 2012, nach der Präsidentschaftswahl, ernannte Chavez Nicolás Maduro zum Nachfolger von Jaua im Amt des Vizepräsidenten. Jaua galt als Kandidat bei der Gouverneurswahl im Bundesstaat Miranda, wo er gegen den unterlegenen Präsidentschaftskandidaten der Opposition, Henrique Capriles, antreten solle.